# Voorjaarsvakantie
De voorjaarsvakantie, krokusvakantie of carnavalsvakantie is een schoolvakantie van een week die in Nederland meestal wordt gehouden in de tweede helft van februari en in België in de week van Aswoensdag. Deze vakantie werd in de jaren zeventig ingevoerd bij wijze van onderbreking van de sombere wintermaanden, maar ook op vraag van mensen die op wintersport gaan of carnaval vieren. 

## Nederland
In Nederland worden schoolvakanties gespreid over de landsdelen. De voorjaarsvakantie wordt in het zuiden zo veel mogelijk gepland rond carnaval, elders heeft men dan een week eerder of later vrij:
- 2025-2026[1]
  - Regio noord: 21 februari t/m 1 maart 2026
  - Regio midden en zuid: 14 februari t/m 22 februari 2026
- 2026-2027[2]
  - Regio noord en midden: 20 februari t/m 28 februari 2027
  - Regio zuid: 13 februari t/m 21 februari 2027

De koninklijke familie van Nederland gaat tijdens elke voorjaarsvakantie skiën in het Oostenrijkse Lech met op de maandag een fotomoment.

## België
Vanaf 2022-2023 vallen de schoolvakanties in Vlaanderen niet meer samen met die in het Franstalig landsgedeelte (Wallonië en Franstalige Gemeenschap in Brussel). Zie het overzicht:
- 2025-2026
  - Vlaanderen: maandag 16 t/m zondag 22 februari 2026[4]
  - Wallonië (Fr. Gem): maandag 16 februari t/m zondag 1 maart 2026[5]
- 2026-2027[6]
  - Vlaanderen: maandag 8 t/m zondag 14 februari 2027
  - Wallonië (Fr. Gem): n.n.b.